# 無斑刻齒雀鯛
無斑刻齒雀鯛（学名：Chrysiptera unimaculata），又名無斑金翅雀鯛、厚殼仔，为雀鯛科金翅雀鯛屬下的一个种，分布於印度西太平洋區，從紅海、東非到斐濟, 北至琉球群島, 南至大堡礁的南方海域，深度0至3公尺，本魚體呈卵圓形且側扁，成魚通常深色無斑紋，在鰓蓋上有一橘色斑點，在背鰭基底有一個黑色斑點，幼魚體黃色，頭背部自吻端具一藍帶延伸至背鰭硬棘部基底後緣下方連接另一藍緣之黑斑，背鰭硬棘13枚、背鰭軟條13-14枚、臀鰭硬棘2枚、臀鰭軟條12-14枚，體長可達10公分，棲息在藻礁、碎石區，通常單獨或成小群活動，以藻類為食，繁殖期時成對出現，雄魚會守護魚卵直到孵化，可做為觀賞魚。